# Mur dels federats

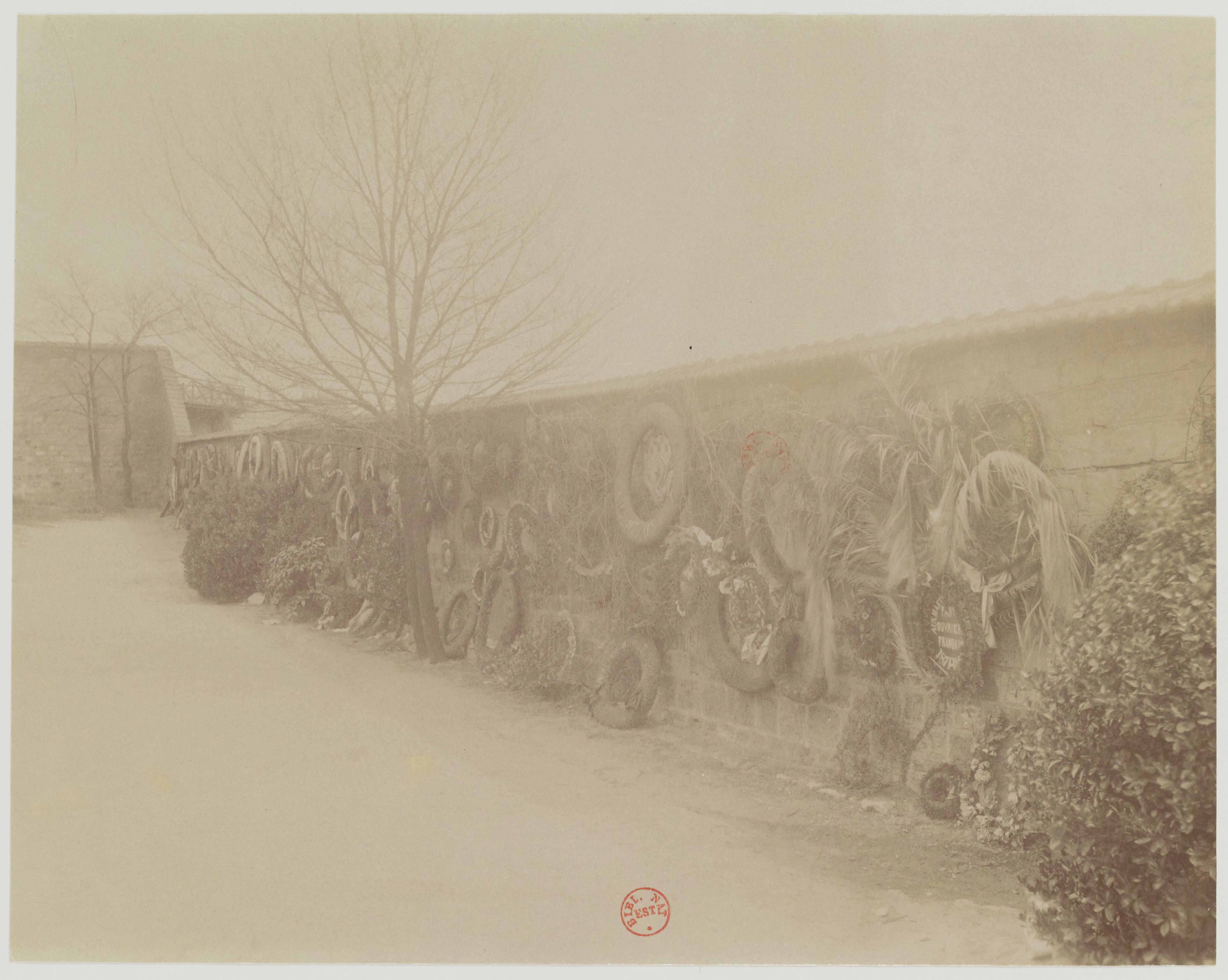
El mur l'any 1900, foto de Eugène Atget.

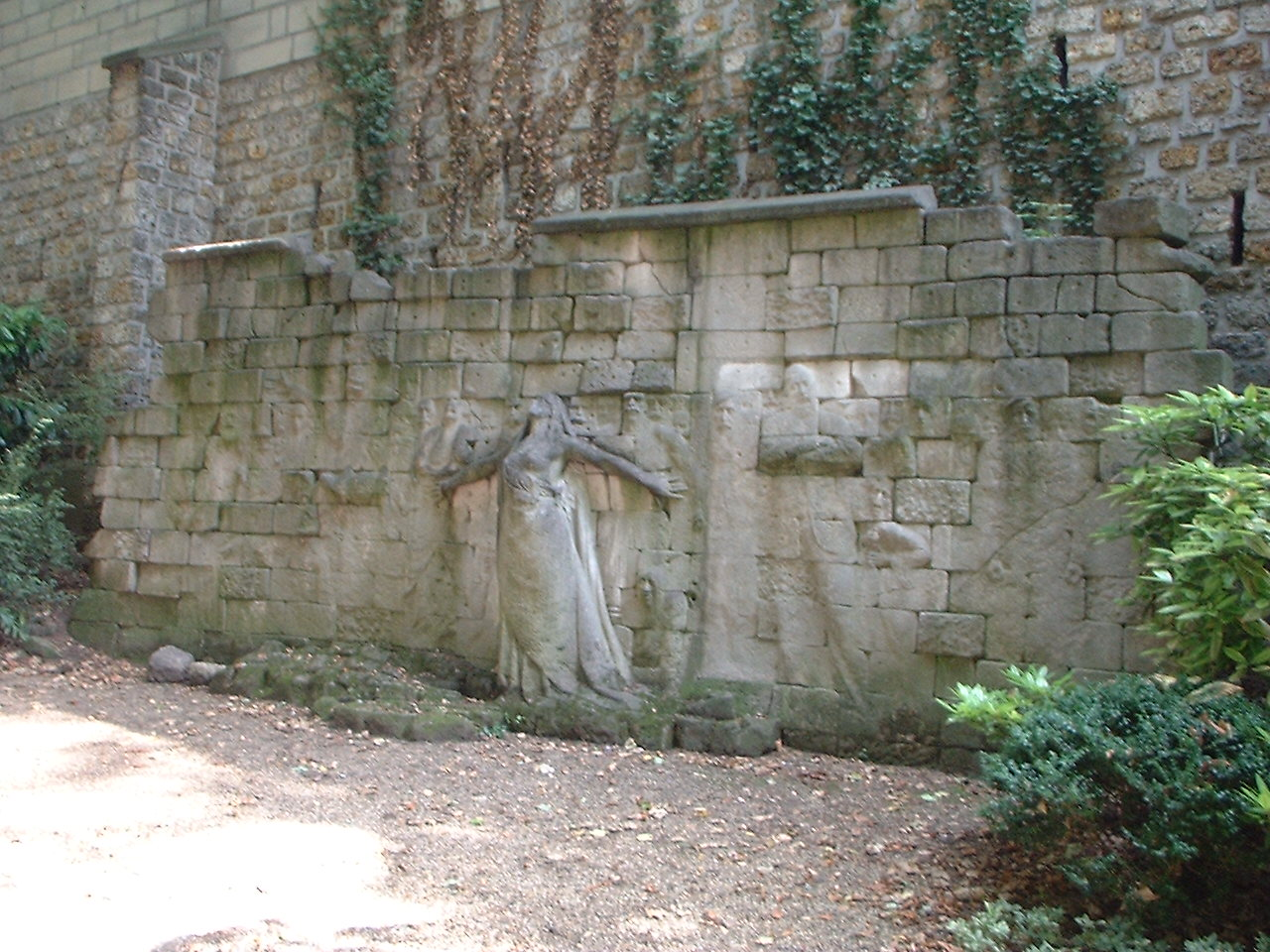
Monument a les víctimes de les Revolucions, construït a la plaça Samuel-de-Champlain al llarg del cementiri de Père-Lachaise, amb les pedres del mur original.

El mur dels federats és una part del recinte del cementiri del Père-Lachaise, a París, davant del qual, el dia 28 de maig de 1871, 147 federats, combatents de la Comuna, van ser afusellats i tirats a una fossa oberta al peu del mur pels versallesos de l'exèrcit regular. Des de llavors, simbolitza la lluita per a la llibertat, la nació i els ideals dels comunards.
El mur és a l'angle sud-est del cementiri

## Història
És al cementiri del Père-Lachaise, que en el transcurs del La Comuna de París, a la primavera 1871, combaten els últims comunards. Les tropes governamentals dels versallesos, dirigits pel mariscal Mac Mahon, amos del terreny cap a la fi de la tarda del 28 de maig, hi afusellen tots els presoners contra un mur anomenat, des de llavors, « mur dels federats ».
Segons Karl Marx, la Comuna és l'únic període de la història francesa durant la qual va ser — breument — realitzada una dictadura del proletariat. En efecte, aquest episodi revolucionari es va construir gràcies al suport sostingut de la classe obrera i, més àmpliament, d'una important part de la població parisenca, que va pagar-ho amb sang durant els combats i amb repressió després de la derrota. Aquesta lluita cabdal i la terrible repressió que va seguir-la (de l'ordre de 1 400 afusellats,) van deixar un record perenne en la memòria de les lluites populars. Aquest es va cristal·litzar al voltant del mur dels federats, emblema d'una època força imperceptible ja que va ser breu i va deixar pocs monuments

### Un símbol de l'emancipació obrera

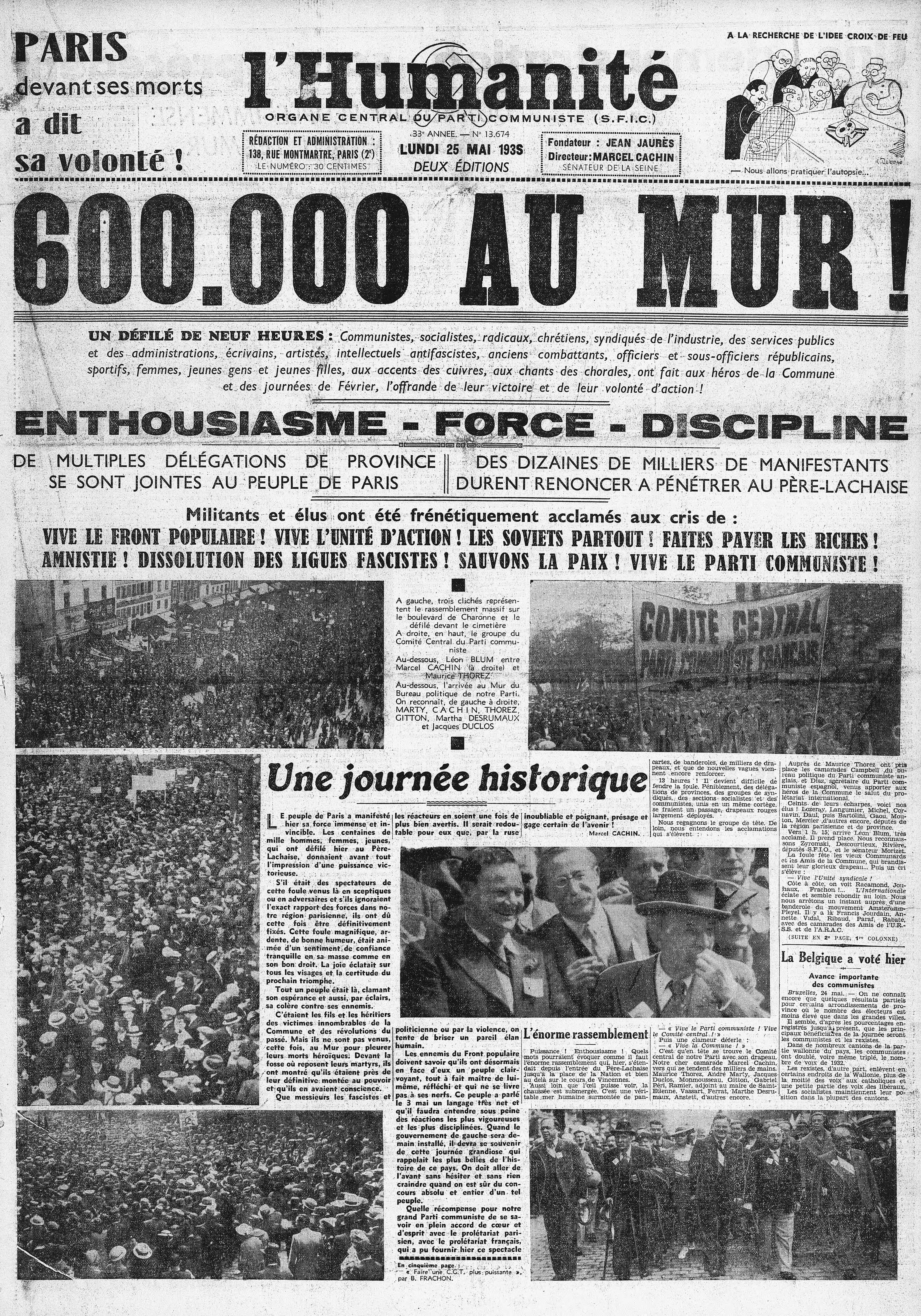
Portada de L'Humanité a l'endemà de la pujada al mur dels federats l'any 1936.

Molts esdeveniments mostren que el mur dels federats va ser un lloc de commemoració important, un símbol rellevant d'emancipació i de llibertat a la memòria militant :
- El 23 de maig de 1880, dos mesos abans de l'amnistia als comunards es desenvolupa, seguint la crida de Jules Guesde, la primera desfilada davant el mur : 25 000 persones, portant un rosa vermella, desafien així les forces de policia. Des de llavors, aquesta « pujada al mur » es vincula a la història obrera, ja que cada any, des de 1880, les organitzacions d'esquerra organitzen una manifestació en aquest lloc simbòlic, l'última setmana de maig. Jean Jaurès hi va participar repetidament acompanyat per Édouard Vaillant, per Jean Allemane i per milers de militants socialistes, sindicalistes, comunistes o anarquistes.
- Paul Lafargue, famós comunard, gendre de Karl Marx, representant de França a la Primera internacional i teòric socialista, és inhumat davant del mur dels federats l'any 1911, amb la seva esposa, després del seu suïcidi.
- Una manifestació rècord ss'hi va desenvolupar el 24 de maig de 1936: 600 000 persones, amb Léon Blum i Maurice Thorez al davant, al bell mig del moviment vaguista, s'hi manifesten poques setmanes després de la victòria del Front popular,.[3][4]

Tots els anys, l'1 de maig, Dia internacional dels treballadors, l'obediència maçònica del Gran Orient de França acompanyada d'altres federacions, dels representants del lliure-pensament, així com el Partit comunista francès i de les organitzacions sindicals, reten homenatge a les víctimes de la Comuna i a aquelles del nazisme anant al mur dels federats.
Jules Jouy va cantar sobre el mur i els afusellats l'any 1887 amb les obres La Tomba dels afusellats i El Mur.
Amb altres elements del cementiri, el mur ha estat classificat monument històric pel decret de 14 de novembre de 1983.